# Fa d'Ambu
Het Fa d'Ambu is een op het Portugees gebaseerde creoolse taal, die wordt gesproken op het eiland Annobón behorende tot het het Afrikaanse land Equatoriaal-Guinea. De taal wordt daarnaast ook in verschillende wijken van Malabo gebruikt.
De taal is verwant aan het Forro, het Angolar en het Principecreools die in het naburige land Sao Tomé en Principe gesproken worden. Het wordt soms als dialect van het Forro beschouwd, maar het heeft meer invloeden uit het Spaans. Voor 82% komen de woorden overeen met het Forro, en zo'n 10% van taal bestaat uit Spaanse woorden.
Het Fa d'Ambu had in 2010 naar schatting 5.000 moedertaalsprekers in Equatoriaal-Guinea en 5.600 sprekers in totaal.